# Локомотив (Бургас)
Локомотив е български футболен отбор от Бургас.

## История
Основан е като Железничарски спортен клуб /ЖСК/ през 1932 г. За кратко след основаването си се обединява с Победа (Бургас) под името ЖСК-Победа, но почти веднага възстановява самостоятелност като отделен клуб.

### Редица обединения
През 1945 г. ЖСК се обединява с 9 септември (Бургас) в Септемврийски Локомотив. По-късно името става само Локомотив.
През 1948 г. се обединява с Бригадир в Ударник, като това трае само година, когато през 1949 г. е слят с Любислав (Бургас) в Ботев (Бургас). След като системата на ДСО е премахната през 1956 г., възвръща самостоятелността си, като един от трите бургаски отбора, другите са Левски (Бургас) и Черноморски спортист (Бургас). През 1957 г. в Бургас са само Левски (Бургас) и Локомотив.
На 22 август 1958 г. от сливането на Левски (Бургас) и Локомотив се създава отново Ботев (Бургас).
През 1964 г. Миньор (Бургас) се преобразува в Локомотив. С това си име "железничарите" играят десетилетие в „Б“ и „В“ групите (тогава Зонови групи).
Съществува самостоятелно до 1981 г. Футболният отбор е редовен участник в първенствата на "Б" група и Зоновите групи. Най-доброто класиране е шесто място в Южната "Б" група през сезон 1968/69. 
През 1981 г. стадион "ЖСК Локомотив" в Бургас е разрушен във връзка с нови мащабни строителни проекти. На 6 май 1981 е взето решение "Локомотив" да се обедини с работническото дружество към Нефтохимическия комбинат и да ползва неговия стадион. Така е създадено Железничарско дружество за физкултура и спорт /ЖДФС/ "Нефтохимик". Практически, от 1981 г. Локомотив (Бургас) престава да съществува.

### Опит за възстановяване през 2015 г.
През 2015 г. бургаските футболни ветерани Костадин Джамбазов и Благомир Митрев са в основата на възстановяването на Локомотив (Бургас) след 35-годишна пауза.
Освен с детско-юношеска школа, клубът се завръща с мъжки отбор в първенството на бургаската "А" Областна група през сезон 2016/17, където финишира като шампион на първото място.
Локомотив (Бургас) обаче отпада още в първия кръг на квалификациите за влизане в Югоизточната Трета лига след равенство 0:0 срещу Сокол (Марково) и загуба 5:6 при дузпите.
През следващия сезон 2017/18 Локомотив (Бургас) изиграва шест мача в първенството на "А" Областната група и на 30 октомври 2017 г. се отказва, изтъквайки "административни и финансови причини". По същото време е анонсирано неформалното обединение на Нефтохимик и Локомотив (Бургас). На практика Нефтохимик поглъща Локомотив, който прекратява самостоятелното си съществуване.

## Известни футболисти
Иван Вичен, Васил Желев – Вашпина, Михаил Щерионов, Рали Халачев, Димитър Халачев, Тодор Ибришимов, Стойчо Съчмалиев, Тотко Авджиев, Зафир Янков, Христо Мандалчев, Стефан Вълчев – Течето.